# Пурнель, Джерри
Джерри Юджин Пурнель (англ. Jerry Eugene Pournelle, 7 августа 1933 — 8 сентября 2017) — американский писатель, журналист и учёный, автор сериала о Совладении, романов «Мошка в зенице господней», «Молот Люцифера», «Поступь» (с Л. Нивеном). Дочь - Дженнифер Пурнелл.

## В соавторстве с Ларри Нивеном
- Инферно (1975)
- Молот Люцифера (1977)
- Клятва верности (1981)
- Поступь (1985)

Мошкиты (произведения о цивилизации мошкитов)
1. Мошка в зенице Господней (1974)
2. Хватательная рука (1993)
3. Рефлекс (1997)

Золотая Дорога (действие происходит в том же мире, что и Магия уходит)
1. Горящий город (2000)
2. Горящая башня (2005)